# Мис

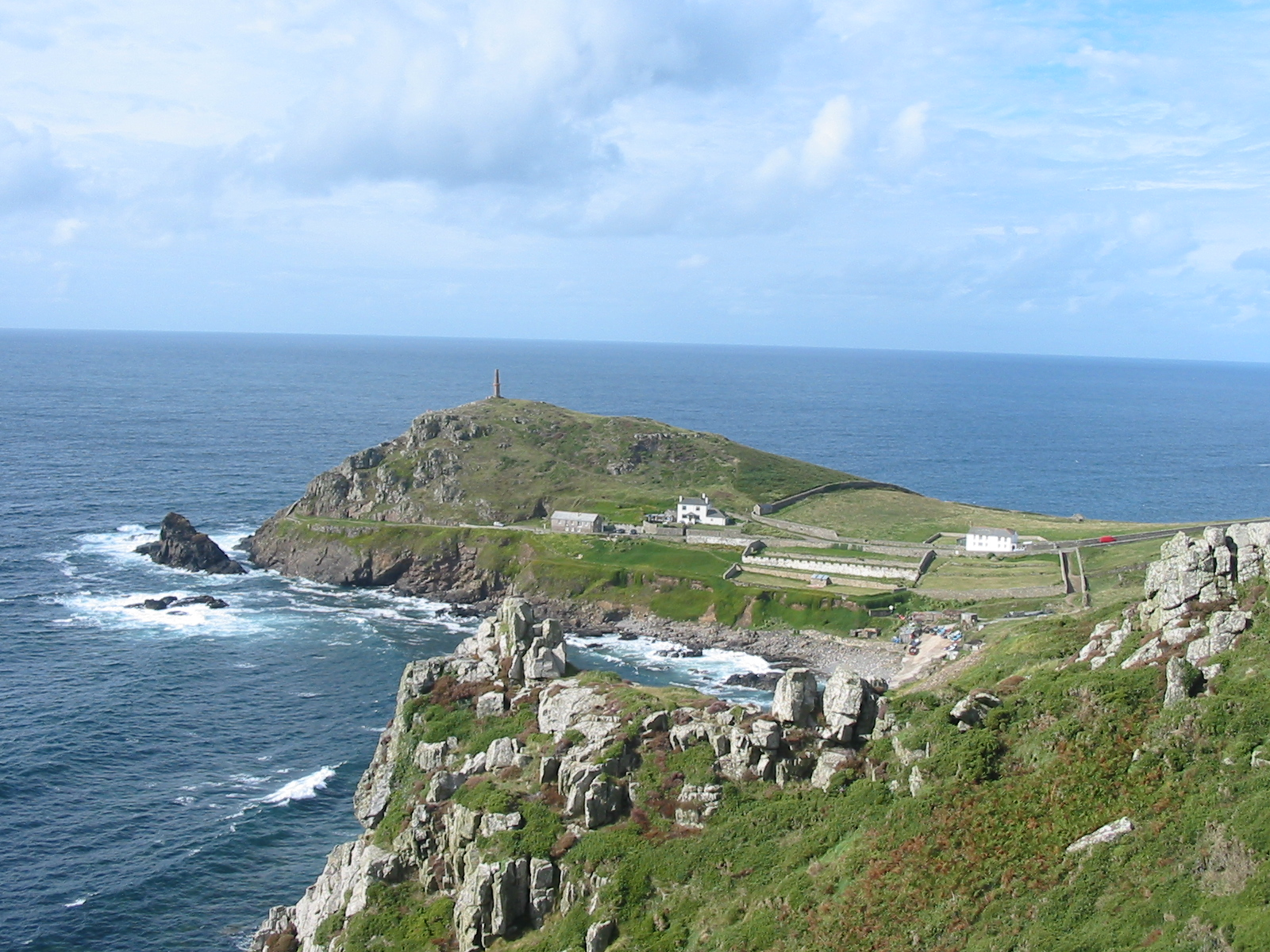
Мис Корнвол, Британські острови

Мис або ріг — частина суходолу, що врізається в море, озеро, річку. Може бути утворений як корінними породами, так і наносами.

## Формування
Передумовами виникнення мисів слугує наявність на береговій лінії одночасно м'яких та твердих порід. М'які породи (такі як пісок) руйнуються під впливом хвиль швидше, ніж тверді. У результаті утворюється мис.
Поява мису приводить до того, що більша частина енергії хвилі переносить на нього і не досягає берегової лінії, а діє на мис. Це іноді приводить до зміни його форми, відомі випадки перетворення мисів на печери чи природні арки.